# Замок Лангенштайн
Замок Лангенштайн — находящийся в частном владении семьи Дуглас средневековый в своей основе замок в немецкой общине Орзинген-Ненцинген в федеральной земле Баден-Вюртемберг.

## Расположение
Замок расположен в исторической области Хегау между городами Зинген и Штокках, и выстроен на продолговатой скале, сложенной из юрского известняка.

## Исторический очерк
Начала замка Лангенштайн восходят к Средним векам, когда окружающие земли принадлежали аббатству Райхенау. От этих времён сохранились фундаменты старой главной башни, так называемого бергфрида, построенного около 1100 г.
В XII—XIII вв. замок принадлежал министериалам аббатства, называвших себя «фон Лангенштайн». После пресечения рода Лангенштайнов в начале XIV в. замок многократно переходил из рук в руки.
В период между 1570 и 1605 гг. замок был кардинально перестроен в соответствующую духу времени дворянскую резиденцию. Несколько позднее по соседству был построен так называемый Новый замок, соединённый с основным жилым корпусом старого замка.
В 1826 г. замок был приобретён в частную собственность баденским герцогом Людвигом I, и вместе с другими замками в Хегау, Линцгау, Крайхгау и на Дунае объединён в собственность графов фон Лангенштайн, побочной линии баденских герцогов от морганатического союза Людвига I с Катариной Вернер (1799—1850), актрисой придворного театра в Карлсруэ. После смерти герцога в 1830 г. замок перешёл к его внебрачному сыну графу Людвигу Вильгельму Августу фон Лангенштайн и Гондельсхайм (1820—1872).
Умерший бездетным, Людвиг Вильгельм завещал владения и, таким образом, замок Лангенштайн своей сестре Луизе (1825—1900). Посредством её свадьбы 1848 г. с Карлом Вильгельмом графом Дуглас (1824—1898) из шведской ветви рода Дугласов замок перешёл к семье Дуглас, в собственности которой находится и по сей день.
Лангенштайн используется Дугласами как резиденция с 1906 г.; жилые приватные помещения размещаются в новом крыле замка.
После Ноябрьской революции 1918 г. и свержения монархии в замке — в силу родственных связей — некоторое время (до 1920 г.) провёл отрёкшийся герцог Фридрих II со своей женой Хильдой, матерью Луизой и сестрой Викторией.

## Современное использование
В замке проживает нынешний глава баденской ветви дома Дуглас (Дуглас-Лангенштайн), Аксель граф Дуглас (*1943).
Замку принадлежит, кроме прочего, известный за пределами региона гольф-клуб, предлагающий также игру в теннис и занятия конным спортом.
В 1969 г. в замке был открыт Музей фастнахта, концентрирующийся на истории и традициях швабско-алеманнского фастнахта и демонстрирующий более 300 фигур местного карнавала с типичными яркими костюмами и вырезанными из дерева масками.